# Pico Calderas
El Pico Calderas (9°01′21″N 70°26′58″O / 9.0226, -70.4495) es el nombre que recibe una montaña en el estado Barinas, al occidente de Venezuela. A una altitud de 3.415 m s. n. m. el Cerro Calderas es una de las montañas más altas en Barinas. Constituye parte del límite noroeste de Barinas con el punto donde se encuentran los estados Trujillo y su vecino estado Mérida.

## Ubicación
El Pico Calderas se encuentra en el límite noroeste de Barinas con los estados Trujillo y Mérida, al sur de la población de Niquitao en Trujillo y al este del Cerro Monte Claro. 

## Geografía
El Pico Calderas está ubicado en un exclusivo punto natural rodeado del páramo andino por todas sus coordenadas. 
- Por su costado sur, el páramo de Rojas;
- Al oeste, el pico Bartolo y su quebrada La Campana;
- En su falda este se continúa con un monumental páramo que acaba en la fila Las Virtudes;
- Al norte, el páramo Ortiz y su Pico Ortiz.

En sus alrededores hay numerosas lagunas de origen periglaciar y quebradas, entre ellas quebrada La Campana, quebrada Ovejera y el río Masparrito. 